# ويليام غليني نيكسون
ويليام غليني نيكسون هو فلاح وسياسي كندي، ولد في 22 نوفمبر 1881 بسو ساينت ماري في كندا، وتوفي في 24 فبراير 1966 بأوتاوا في كندا. حزبياً، نشط في الحزب الليبرالي في أونتاريو ‏. وقد انتخب عضو برلمان مقاطعة أونتاريو.